# Barmah
Barmah is een plaats in de Australische deelstaat Victoria en telt 210 inwoners (2006).
Het is een zeer bosrijk gebied.

## Geschiedenis
Het Barmah Forest (bos) werd oorspronkelijk gebruikt door de oorspronkelijke Australiërs Indigenous Australians, inclusief het Yorta Yorta volk, voor voedsel, onderdak en materialen. Na de vestiging van Europeanen in het gebied werd Barmah Forest een belangrijk vis- en bosbouwgebied, waarbij het omringende land werd ontgonnen voor landbouw en begrazing. Konijnen, vossen, schapen, runderen en paarden werden geïntroduceerd in het gebied 
Vanaf de jaren 1870 werd hardhout uit dit gebied gewonnen, en ook houtkap van de River Red Gum en seizoensbegrazing door vee werden belangrijke locale economische activiteiten tot deze activiteiten recent werden stopgezet om het gebied om te vormen tot nationaal park.
De Barmah Muster Yards, welke liggen in het zuiderlijk gebied van het park, werden gebruikt voor het houden van graasvee (graasweides lagen in de omringende River Red Gum forests); dit gebied werd geregistreerd als nationaal erfgoed in 2009. Beweiding werd in 2015 verboden in alle River Red Gum nationale parken.
Het park heeft een nu kleine kudde van wilde paarden, bekend als de Barmah Brumby, een genetisch uniek type van brumby afstammelingen van ontsnapte of losgelaten dieren vanuit de vroege 1800 nederzettingen. Een kudde die na 1952 door een lokale dravers-fokker is vrijgelaten heeft een groot aantal dieren toegevoegd aan de al flink grote populatie “wilde” paarden in het Barmah Forest.
Het Barmah State Park (nationale park) is opgericht in 1987 en werd Barmah National Park in 2010. Het park was een van de vier River Red Gum nationale parken  Opgericht door de overheid (Victorian Government) in 2010  ter bescherming van het resterende bosgebied River Red Gum forest. 
De andere River Red Gum nationale parken zijn de Gunbower National Park (created 2009), Hattah-Kulkyne National Park (1978), Lower Goulburn National Park (2009), Murray-Sunset National Park (1991) en het Warby-Ovens National Park (2009).
In juli 2010 heeft de overheid (het Government of New South Wales) het bosgebied Millewa Forest, op de noordelijke oever van de rivier Murray River, uitgeroepen tot nationaal park. Het 41.601 ha grote bos heeft een nieuwe naam gekregen (het Murray Valley National Park), die de gecombineerde gebieden maakte tot een grensoverschrijdend 70.000 ha groot nationaal park, die door beide overheden werd beheerd alswel door de “traditionele eigenaars”. De gecombineerde parken zijn het grootste aaneengesloten red gum bosgebied in de wereld.
Het Barmah Nationale Park is een camping, je kunt er 4 wheel rijden, dirtbikes huren, wilde Brumby paarden spotten, vissen, vogels kijken en recreëren.

## Bedreigingen voor de natuur
Na de vestiging van Europeanen in het gebied is het land extensief geschikt gemaakt voor productiegerichte landbouw en agricultuur. Het grazen van schapen en rundvee was een algemeen gezicht rond de regio Barmah van het midden tot eind 19e eeuw. Het regelmatig afbranden dat voorheen door de oorspronkelijke Australiërs gebeurde werd gestopt. Bosbouw van de River Red Gum bossen was een belangrijke activiteit eind 19e/begin 20e eeuw.
De bouw van dammen bovenstrooms van het Barmah Nationale Park, vanaf de jaren 1920, heeft een enorme impact gehad op de stroming van het water in de Murray River en overstromingen komen frequent voor. De Hume Dam was operationeel in 1936, de Yarrawonga Weir dam in 1939, en de Dartmouth Dam in 1979.
Sinds het gebied werd ontruimd voor landbouw en erop volgende de vele dammen werden gebouwd is het water in de Murray Rivier gereguleerd geweest. Het Barmah Nationale Park en de omliggende River Red Gum bossen zouden van nature in het voorjaar en winter moeten overstromen, als gevolg van de hoeveelheden water in de Murray Rivier. Maar, als gevolg van de water regulering, zijn de overstromingen tegenwoordig in de zomer en het najaar en gebeuren ze minder vaak en duren korter dan voorheen.
Een opvallende daling in het broeden van- en het voorkomen van watervogels, specifiek de bosvogels en trekvogels is gesignaleerd in het Barmah National Park. Deze daling is toegewezen als gevolg van de wijzigingen in het overstromingsbeleid in het gebied.
Een aantal species van buideldieren komen ook niet meer voor in het park, inclusief de rode kangeroerat (rufous bettong), teugelstekelstaartkangaroe (bridled nailtail wallaby), de perameles bougainville (western barred bandicoot) en de inmiddels uitgestorven leporillus apicalis (lesser stick-nest rat). Hun afwezigheid wordt toegewezen aan de introductie van konijnen en vossen.
Terwijl de impact van klimaatproblemen op de River Red Gum forests nog onbekend is, is er reeds een significante sterfte van bomen in het gebied door voortdurende evaporatie-tekorten evapotranspiration.
De aantallen Spiny Mudgrass-vlakten, gedomineerd door het Moira grass (Pseudoraphis spinescens), zijn in de laatste tachtig jaar afgenomen met 96 procent in het Barmah Forest, en de Moira grass-vlakten worden verwacht te zijn uitgestorven in het Barmah Forest in 2026, tenzij er beheermaatregelen worden genomen. 
Vermindering in de duur en de diepte van de natuurlijke overstromingen door de regulering van de Murray River, begrazing en vertrappingsdruk van de geïntroduceerde diersoorten en invasieve plantsoorten zijn slechts een kleine factor in deze afnames.